# Колтовский сельский округ
Колтовский сельский округ — упразднённая административно-территориальная единица, существовавшая на территории Каширского района Московской области в 1994—2006 годах.
Колтовский сельсовет был образован в первые годы советской власти. По данным 1923 года он входил в состав Колтовской волости Каширского уезда Московской губернии.
В 1926 году Колтовский с/с включал село Колтово, деревня Лиды, а также Лидские огороды и дача Дома отдых страхового дела.
В 1929 году Колтовский с/с был отнесён к Каширскому району Серпуховского округа Московской области. При этом к нему был присоединён Малевский с/с.
4 апреля 1952 года из Аладьинского с/с в Колтовский было передано селение Зендиково.
14 июня 1954 года к Колтовскому с/с был присоединён Тарасковский с/с.
25 сентября 1958 года к Колтовскому с/с были присоединены селения Елькино, Семенково-2, Стародуб и Умрышенка упразднённого Рудневского с/с.
21 мая 1959 года из Колтовского с/с в Базаровский с/с было передано селение Зендиково.
20 августа 1960 года центр Колтовского с/с был перенесён в селение Тарасково.
1 февраля 1963 года Каширский район был упразднён и Колтовский с/с вошёл в Ступинский сельский район. 11 января 1965 года Колтовский с/с был возвращён в восстановленный Каширский район.
5 февраля 1975 года в Колтовском с/с было упразднено селение Малеево.
3 февраля 1994 года Колтовский с/с был преобразован в Колтовский сельский округ.
19 мая 2001 года в деревня Корыстово Базаровского с/о была присоединена к деревне Корыстово Колтовского с/о. Одновременно в Колтовском с/о посёлок дома отдыха «Кашира» был присоединён к деревне Лиды.
В ходе муниципальной реформы 2004—2005 годов Колтовский сельский округ прекратил своё существование как муниципальная единица. При этом его населённые пункты были переданы в сельское поселение Колтовское.
29 ноября 2006 года Колтовский сельский округ исключён из учётных данных административно-территориальных и территориальных единиц Московской области.